# Diritto d'asilo nell'Unione europea
Il diritto d'asilo nell'Unione europea si è formato da un mezzo secolo nei suoi Stati membri mediante l'applicazione della Convenzione di Ginevra del 28 luglio 1951 relativa allo status dei rifugiati. Si è evoluto come risultato di politiche comuni che appaiono nel 1990 in connessione con la Convenzione di Schengen. L'UE ha istituito una politica comune in materia di asilo, in modo che i richiedenti asilo non possano fare più di una sola domanda in un paese dell'UE. Questa politica comune è iniziata con la Convenzione di Dublino nel 1990 ed è proseguita attraverso l'attuazione del regolamento Eurodac e del Regolamento Dublino II nel 2003, e continua ancora oggi: gli strumenti più recenti sono la Direttiva 2011/95/CE, che riformula e rifonde la Direttiva Requisiti 2004/83/CE, la Direttiva Procedure del 2005.

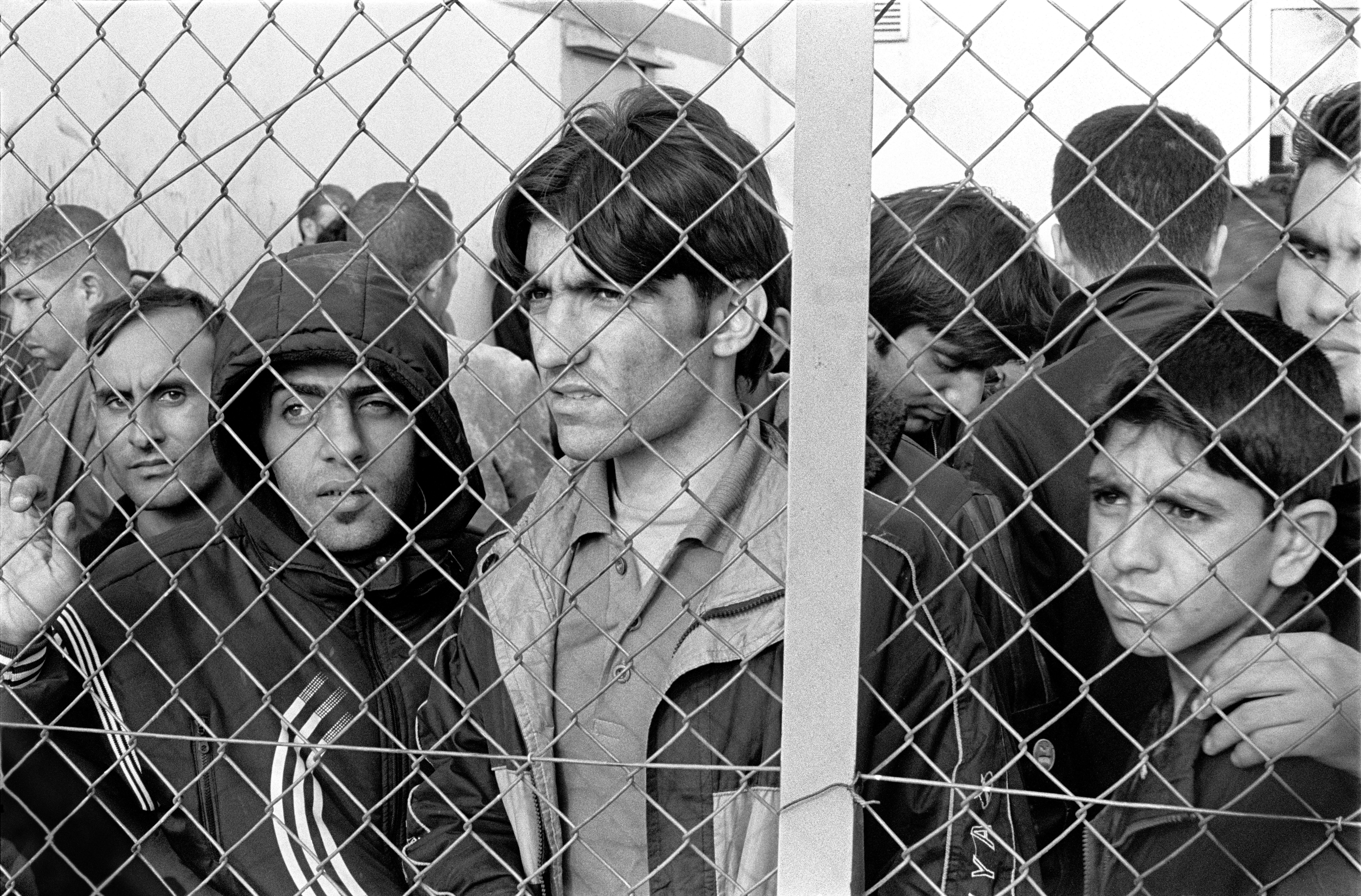
Centro di detenzione di Fylakio a Evros, in Grecia.

## Esternalizzazione dell'asilo
L'esternalizzazione dell'asilo è un tipo di politiche migratorie attuate dai paesi dell'Unione europea consistente nello spostamento della accoglienza e dell'alloggio dei richiedenti asilo, e del trattamento delle loro domande d'asilo, in luoghi vicino al confine dell'Unione europea o in Paesi al di fuori dell'UE, da cui i richiedenti asilo sono originari o attraverso i quali passano.
Dopo un tentativo di delocalizzazione delle procedure di asilo in centri frontalieri o limitrofi, nel 2003, queste politiche hanno portato in Europa ad una proliferazione di campi di esiliati dentro e attorno all'Unione europea, e in una pressione sui paesi confinanti a sviluppare sistemi che prendano in considerazione le domande di asilo nel loro territorio, e in una radicalizzazione della politica anti-migratoria nei paesi limitrofi e di confine dell'Unione europea.

## Abuso del sistema d'asilo
Nel gergo delle istituzioni europee, l'abuso del sistema di richiesta d'asilo politico, o in inglese asylum shopping, consiste nella prassi di taluni richiedenti asilo di presentare domanda in vari Stati nello stesso periodo e poi stabilirsi in quello che offrirà le migliori condizioni di accoglienza, oppure di presentare domanda in un altro Stato membro dopo essere già stati respinti dallo Stato di arrivo. L'espressione asylum shopping appare in documenti ufficiali, articoli di giornale, analisi, ecc. ed è usata equiparando i richiedenti asilo a dei consumatori di assistenza sociale. Secondo l'ex commissario europeo per la Giustizia Franco Frattini tale abuso del diritto d'asilo sarebbe praticato dal 12% dei richiedenti per motivi umanitari nell'Unione.

## Le differenze tra gli Stati membri
Le differenze tra le legislazioni dei diversi Stati membri sono la principale causa del desiderio dei rifugiati di scegliere il proprio paese ospitante, infatti alcuni stati concedono lo status di rifugiato per la maggior parte dei richiedenti, mentre altri lo concedono a meno dell'1%. Il Regolamento Dublino II consente ad uno Stato di trasferire un richiedente asilo nel primo Stato membro in cui è transitato (procedura di riammissione). Tale disposizione è stata messa in atto per responsabilizzare gli Stati di confine nel controllo delle frontiere esterne dell'UE. L'effetto di questa misura è un numero maggiore di domande di asilo negli Stati di frontiera (come Italia, Grecia, Slovacchia, Polonia o Malta) così come, in alcuni casi, il trasferimento da parte di questi dei richiedenti asilo in paesi vicini come Ucraina, Turchia o Russia, dove il sistema di riconoscimento dello status di rifugiato è spesso difficoltoso.
UNHCR ha recentemente chiesto all'Unione europea di non rinviare richiedenti asilo iracheni verso la Grecia.

## La legislazione restrittiva
Ufficialmente a fini di lotta contro la frode, la maggior parte degli Stati europei si è impegnata in politiche migratorie restrittive, come il Regno Unito (UK Borders Act del 2007), i Paesi Bassi, che hanno superato la legge sugli stranieri nel mese di aprile 2001, l'Italia, con la legge Bossi-Fini del luglio 2002 o la Francia, con diversi atti normativi (legge francese del 24 luglio 2006 su immigrazione e integrazione, legge francese del 20 novembre 2007, sul controllo della immigrazione, integrazione e asilo). Queste misure hanno ridotto il numero di persone a cui è stato concesso lo status di rifugiato.
Nel quadro dell'adozione in prima lettura di quattro rapporti di codecisione, tra il 4 e il 7 maggio 2009, i deputati hanno votato un pacchetto asilo. Questo comprende una proposta di revisione della direttiva "accoglimento" e un'altra proposta per migliorare il Regolamento Dublino II. La Commissione propone inoltre di rivedere i regolamenti Eurodac (database biometrici) e creare un Ufficio europeo di sostegno per l'asilo, in parte finanziato da fondi precedentemente concessi al Fondo europeo per i rifugiati, che avrà il compito di assistere gli Stati membri nella gestione delle domande di asilo.